# Essômes-sur-Marne
Essômes-sur-Marne település Franciaországban, Aisne megyében. Lakosainak száma 2698 fő (2022. január 1.). Essômes-sur-Marne Azy-sur-Marne, Bonneil, Bouresches, Charly-sur-Marne, Château-Thierry, Chézy-sur-Marne, Coupru, Lucy-le-Bocage és Nogentel községekkel határos.

## Népesség
A település népességének változása:
| Lakosok száma | 2055 | 2321 | 2479 | 2444 | 2770 | 2784 | 2776 | 2745 | 2730 | 2698 |
|               | 1968 | 1982 | 1990 | 2006 | 2013 | 2015 | 2017 | 2019 | 2020 | 2022 |